# قصة خرافية (رواية)

غلاف الإصدار الأول في الولايات المتحدة

قصة خرافية (بالإنجليزية: Fairy Tale) هي رواية فنتازيا مظلمة للكاتب الأمريكي ستيفين كينغ، نُشِرَتْ في 6 سبتمبر 2022م من قِبَل دار نشر أبناء سكريبنَر. تتبع الرواية تشارلي ريد الفتى صاحب الـ17 عامًا والذي يرث مفاحيتًا لعالم خفيّ غير هذا العالم، ويجد نفسه قائدًا للمعركة بين قوى الخير والشر فيه. وأصدرت الدار العربية للعلوم ناشرون نسخة مترجمة من الرواية بتاريخ 15 آذار 2023م، وكان قد تولى الترجمة ماجد حامد.

## القصة
تشارلي رِيد فتى يبلغ من العمر 17 عامًا ويعيش مع والده الأَرْمَل جورج في بلدة سينتريز ريست - تعني استراحة الحارس - في ولاية إيلينوي في الولايات المتحدة. وتوفّيت أم تشارلي حينما كان في السابعة حيث اصطدمت بها شاحنة أدّت إلى مقتلها، وساق الحزن أبَاه للّجوء إلى إدمان الكحول الذي تعافى منه في نهاية المطاف بمساعدة صديق له وأحد زملاءه في العمل، وبالرغم من ذلك بقي تشارلي خائفًا من انتكاس والده وعودته إلى الإدمان.
يجد تشارلي في أحد الأيام جاره الطاعن بالسن السيد هاوَرْد بَاوْدِيتْش مُصَابًا ومُتَأَذِّيًا في ساحة منزله ويطلب له الإسعاف. ولإحساسه بأنه مَدِين للرب أو القدر بتعافي والده من الإدمان، يوافق تشارلي على العناية بكلبة السيد باوديتش بينما هو في المشفى، واسم الكلبة هو رادار وهي من سلالة الراعي الألماني. كما أن تشارلي يعتني بالسيد باوديتش نفسه حينما يعود إلى المنزل. وخلال تلك الفترة، يتشارك السيد باوديتش مُسَدَّسَه اليدوي عيار 45 مع تشارلي وكذلك مخزونه الصادم من الكُرَيَّات الذهبية التي يستخدمها لدفع فواتير المشفى.
بعد عدة أشهر، تتدهور صحة رادار المتقدمة في السن، ويصاب السيد باوديتش بنوبة قلبية تودي بحياته. ولكنه يترك لتشارلي رسالة صوتية مسجلة يكشف فيها أنه في الحقيقة يبلغ 120 عامًا وأن السَّقِيفَة المغلقة في حديقته الخلفية تحتوي بوابة لعالم آخر. وفي العالم الآخر توجد ساعة شمسية سحرية كانت السبب في طول مدة عَيْشه. كما أنه يكشف بأن ذلك العالم هو مصدر الذهب الذي يمتلكه ويحثّ تشارلي بأن يُبْقِي الأمر سرًّا لتجنب استغلاله. ولتصميمه على حفظ حياة رادار، يقرر تشارلي البحث عن الساعة الشمسية لإرجاع رادار بالعمر.
متسلّحًا بمُسَدَّسَيْن يدويَّيْن، يسافر تشارلي رفقة رادار إلى العالم الآخر الذي يعلم بأنه يسمى: إِمْبِيس. يلتقي هناك بصانعة أحذية تدعى دورا وكذلك يلتقي بأعضاء مَنْفِيِّين من العائلة المالكة التي تسمى سلالة الغالين، ويزودونه بالتوجيه والطعام. هؤلاء الأعضاء هم: لِيَا، وستيفين "وُودي" وُودلي، وكلاوديا. ويعلم تشارلي أن القاتل الطائر هو الشر العظيم الذي قضى على معظم أفراد العائلة المالكة. أما من تبقى منهم فأصابتهم لَعَنَات تختلف من أحد للآخر تؤدي كل منها إلى إعاقة أو تشوّه، أما سكان إيمبيس فأصيبوا بمرض يدعى "الرماديّ". يتوجّه تشارلي إلى مدينة ليليمار المهجورة ويجد الساعة الشمسية، ويُعِيد إلى رادار الشباب بإرجاعها إلى عُمْر أصغر. وفي طريقهما للخروج من المدينة، وبسبب تدخل ومكيدة من إحدى الشخصيات، يضيع تشارلي طريقه في المدينة، ويبقى فيها إلى ما بعد الغروب، ويَقَع مع رادار في أيدي "جنود الليل"، وهم جنود يتبعون القاتل الطائر يعملون ليلًا فقط لا يستطيعون تحمل الشمس وهم موتى يَدَّعون الحياة. تهرب رادار ولكن تشارلي يقع في الأسر ويُسَاق إلى سجن تحت الأرض يدعى دِيب مَالِين.
وخلال سجنه، يُجْبَر هو ورفاقه الأسرى على التدريب لخوض بطولة ذات طابع مصارعة رومانية تُدْعى "الحدث العادل" يقتل فيه المتنافسون بعضًا. ويعلم تشارلي من رفاقه بأن القاتل الطائر هو إيلدين من عائلة الغالين وهو أخو ليا. كما يكتشف تشارلي بأن شعره البُنّي يتحول إلى الأشقر وعيناه البُنِّيّتان تتحولان إلى الأزرق، وهذا ما يؤمن رفاقه بأنه علامة على أن تشارلي هو الأمير والمُخَلِّص الحقيقي لعالمهم. في نهاية المطاف، تبدأ بطولة الحدث العادل: ينجو تشارلي في الجولة الأولى، ولكن قبل بداية الثانية، يهرب هو ومن تبقى من رفاقه بمساعدة سَجَّان يدعى بيرسي.
وبمجرد خروجه من المدينة، يتّحد تشارلي مع رادار ودورا وعائلة الغالين. ويخبرون تشارلي بماضي إيلدين: حيث كان وأخته ليا أصغر أبناء الملك. وكان إيلدين يتعرض للتنمر السيء بسبب مظهره والتشوهات التي كانت عنده. وفي مرحلة ما، يكتشف إيلدين "البئر العميق" الذي يُمْكِن فتحه فقط عندما يتلامس قَمَرَا إيمبيس في السماء، وداخله يعيش كائن شرير يدعى غوغماغوغ. وقد فتح إيلدين البئر العميق، مما أدى لأن يصبح القائد الطائر، واستحوذ على السلطة والقوة ولكنه كان دمية يتحكم بها الغوغماغوغ، وألقى باللعنات على إيمبيس كانتقام لسوء معاملته. ويقرر تشارلي وزملاؤه العودة إلى مدينة ليليمار وهزيمة القاتل الطائر قبل تصادم القمرَيْن وفَتْح البئر مرة أخرى. وتعاني ليا صراعًا بسبب حبها لأخيها إيلدين، وترفض التصديق
بأن أخاها هو القاتل الطائر فعليًّا. ولكن تشارلي يقنعها بالانضمام إليه.
يقود تشارلي وليا ورادار مجموعة صغيرة للتسلل في المدينة ويجدون البئر العميقة في النهاية، ويكون القاتل الطائر منتظرًا عند مدخلها لحظة تصادم القمرين وانفتاح البئر. ليا - التي ترى القاتل الطائر بعينيها - تتقبل حقيقة ما صار إليه أخوها وتطعنه بخنجرها قبل أن يسحبه الغوغماغوغ إلى البئر ويقتله. وبينما يخرج الغوغماغوغ من البئر، ينطق تشارلي باسمه ويأمره بالعودة مرارًا - تأسِّيًا بقصة جُعَيْدَان - ويؤدي ذلك إلى تراجعه وعودته إلى البئر مهزومًا. ويعودون إلى السطح حيث يعلن تشارلي النصر ويُنَصِّب ليا كملكة جديدة.
يتعافى تشارلي من إصاباته التي تلقاتها أثناء المواجهة، ويعود شعره وعيناه إلى ألوانها الطبيعية، وأثناء ذلك يبدأ المواطنون بإعادة بناء المدينة. يودع تشارلي ورادار أهل إيمبيس ويعودان إلى عالم الواقع من خلال البوابة الواصلة بين العالمين. يجتمع تشارلي - الذي أُبْلِغ عن فقدانه لأربعة شهر خلال تواجده في إيمبيس - مع والده من جديد في لقاء حميم. وفي نهاية القصة، يأخذ تشارلي والده في رحلة أخيرة إلى إيمبيس ليثبت له وجود ذلك العالم قبل إغلاق المدخل المؤدي إليه بالخرسانة لمنع أي أحد من إيجاده.

## حيثيّات
أُعْلِن عن تاريخ الإصدار - 6 سبتمبر 2022م - رسميًّا في 24 يناير في مقالة في مجلة إنترتينمنت ويكلي. كما تضمنت المقالة جزءًا مقتطفًا من الكتاب. وفي 11 أغسطس 2022م، نشرت شركة سايمون وشوستر فيديو لستيفين كينغ على قناتها في يوتيوب، حيث قرأ فصلًا من رواية قصة خرافية كجزء من عملية ترويج الكتاب.

## الاستقبال
وصف مات بيل من صحيفة نيويورك تايمز قصة خرافية بأنها "مُغَامَرَة متسلسلة صلبة، تدفع القاريء لتقليب الصفحات من خلال مواجهات غريبة تبقى في الذاكرة وأكشنّ معد بعناية ومثير في الغالب". اعْتَلَت الرواية قائمة صحيفة يو إس إيه توداي لأكثر الكتب مبيعًا ابتداءًا من أسبوع 15 سبتمبر 2022م متفوقًا على روايتَيْ إنها تنتهي بنا وحقيقة للكاتبة كولين هوفر، وكذلك على رواية من حيث يغني كرودادز لديليا أوينز. وبينما تُشِيد إيميليا فيرانتي من صحيفة ذا ميتشيغان دايلي الطلابية بـ"حِسّ العجب والفضول" في الرواية وكذلك في قدرات كينغ على رواية القصة، إلا أنها تشير إلى أن العَمَل يسير نحو السقوط في الكليشيه التقليدي المثير للجدل والذي يتعلق بمساواة التشويه الجسدي بالرعب ويتنكر في رداء رعب الجسد. ومنحت مجلة مراجعات كيركس الكتاب مراجعة ذات نجمة تميز واصفةً الكتاب بأنه "مألوف وفي نفس الوقت مليء بالتحولات الغريبة وغير المتوقعة". وعلى نحو مماثل، وصفت أليسون فلود من صحيفة الغارديان الرواية بأنها "كلاسيكية وخالدة لكينغ، وبأنها مُعَالَجَة ساحرة ومرعبة وُلِدَت من ظروف إغلاق وتطويق متعددة".

## الاقتباس إلى فيلم
في 15 سبتمبر 2022م، نشرت مجلة دِدْلَاين هوليوود تقريرًا بأن صانع الأفلام البريطاني بول غرينغراس - المعروف بسلسلة أفلام جيسون بورن - سوف يتبنى ويخرج وينتج فيلمًا مقتبسًا من الرواية، ويشاركه في الإنتاج المنتج الأمريكي غريغوري غودمان.